# Куликівка (зупинний пункт)
Куликі́вка  — зупинний пункт (до 2012 року — роз'їзд) Полтавської дирекції Південної залізниці на електрифікованій лінії  Полтава-Південна — Кременчук.  Розташований в селі Оленівка Кременчуцького району Полтавської області.

## Історичні відомості
Роз'їзд Куликівка відкритий у 1936 році на вже діючій лінії Полтава-Південна — Кременчук. Назва походить від села Куликівка, розташованого поряд зі станцією (нині — частина села Оленівка).
У 2011 році, в ході електрифікації та модернізації лінії Полтава-Південна — Кременчук, роз'їзд Куликівка був переобладнаний у зупинний пункт для приміських поїздів. Разом з тим було закрите приміщення з касою та залом чекання.

## Послуги
На платформі Куликівка зупиняються приміські поїзди сполученням Полтава-Південна — Кременчук.